# Tórshavn Domkirke
Tórshavn Domkirke (færøsk: Dómkirkjan í Havn eller Havnar Kirkja) er den næstældste bevarede kirke på Færøerne.
Kirken befinder sig i den gamle bydel i Tórshavn. Kirken, der blev opført i 1788, er hvidkalket med skifertag. Domkirken ligger i den nordlige ende af halvøen Tinganes, og er en af Tórshavns hovedattraktioner. Siden 1990 har kirken været sæde for biskoppen af Færøerne, og er derfor domkirke.

## Historie
Kirkens historie er kompliceret. Så vidt vides fandtes der i middelalderen ingen rigtig kirke i Tórshavn, allerhøjest et bedehus. Gudstjenester måtte muligvis afholdes i Munkastovan i Tinganes. Først i 1609 blev en kirke kaldet úti á Reyni bygget på en stenet høj i Tinganes på foranledning af kong Christian 4.
i 1780 blev Rasmus Jørgen Winther pastor i Tórshavn, og i 1782 tog han initiativ til at bygge en ny kirke. Denne kirke blev dog først bygget færdig i 1788 af Johannes Poulsen, bygmesteren i Tórshavn. Efter indvielsen af den nye kirke blev den gamle kirke revet ned og træet blev solgt på auktion. En del af inventaret blev dog overført til den nye kirke. Desværre findes der ikke mange ældre gengivelser af den nye kirke ud over enkelte tegninger og gamle fotos. Den engelske Maria-ekspedition i 1854 beskrev kirken således: 
Kirken er en stor træbygning der ligner en engelsk kirke. Den har kirketårn og indvendigt er den beklædt med fyrrepaneler og inddelt med kirkebænke og pulpiturer. Et ubetydeligt billede af korsfæstelsen hænger over alteret og kirken adskiller sig ikke fra andre lutheranske trækirker i Nordeuropa. Denne var høj nok, men det siges at nogle landsbykirker er så lille, at en voksen mand kun kan stå oprejst mellem loftsbjælkerne.
I 1865 blev en ombygning gennemført af den ydre kirke. I det store og hele er kirkens struktur fra 1865 bevaret. I 1935 blev dog korstolen ombygget og et nyt sakristi blev bygget. Korstolen blev videre udbygget i 1968. I kirkeskibet står 44 kirkebænke, i pulpituret står 14.
På nordvæggen af midterskibet står et altertavle – et enkelt værk fra senrenæssancen, omkring 1647. Maleriet med dimensionerne 100 x 100cm blev restaureret i 1961. Det forestiller Den sidste nadver, øverst refereres til 1. Korintherbrev (1 Kor 11,26). Nederst findes den danske indskrift:
Gud Allermechtigste Hans Hellige Ord och Sacramenter Till Ere och denne Steed til Zirat haffuer Hans Sevrensen fordum Kiøbmand her paa Ferøe foraerit denne Altertaffle til Torßhaffns Kiercke 1647.
Klokken kaldes Norske Løve. Det menes at klokken blev anbragt i 1708, og den stammer fra skibet af samme navn, som sank i 1707 ved Lambavík. Klokken er 30 cm høj, og omkredsen ved den yderste kant er 41,5 cm. Den bærer teksten Danscke Ostindische Compagnies Scheb Nordische Løwe 1704.